# Гарнетт, Майкл
Майкл Гарнетт (англ. Michael Garnett; род. 25 ноября 1982, Саскатун, Саскачеван) — канадский хоккеист, вратарь.

## Карьера
Профессиональная карьера Майкла Гарнетта началась в низших лигах Северной Америки в 1999 году. В 2001 году на драфте НХЛ Майкл был выбран в 3 раунде под общим 80 номером клубом «Атланта Трэшерз». В сезоне 2005/06, во многом из-за травм ведущих вратарей клуба Кари Лехтонена и Майка Данэма, Гарнетт провёл в составе «Атланты» 24 матча в НХЛ.
В 2007 году в качестве неограниченно свободного агента Майкл присоединился к клубу российской Суперлиги нижнекамскому «Нефтехимику», а в следующем сезоне дебютировал в КХЛ в составе ХК МВД, с которым в 2010 году завоевал серебряные медали первенства. Также в том году канадец принял участие в матче всех звёзд КХЛ и попал в символическую сборную по итогам сезона. Перед началом сезона 2010/11 Гарнетт стал игроком московского «Динамо», в составе которого провёл 40 игр с коэффициентом надёжности 2,26.
2 мая 2011 года подписал двухлетний контракт с челябинским «Трактором».

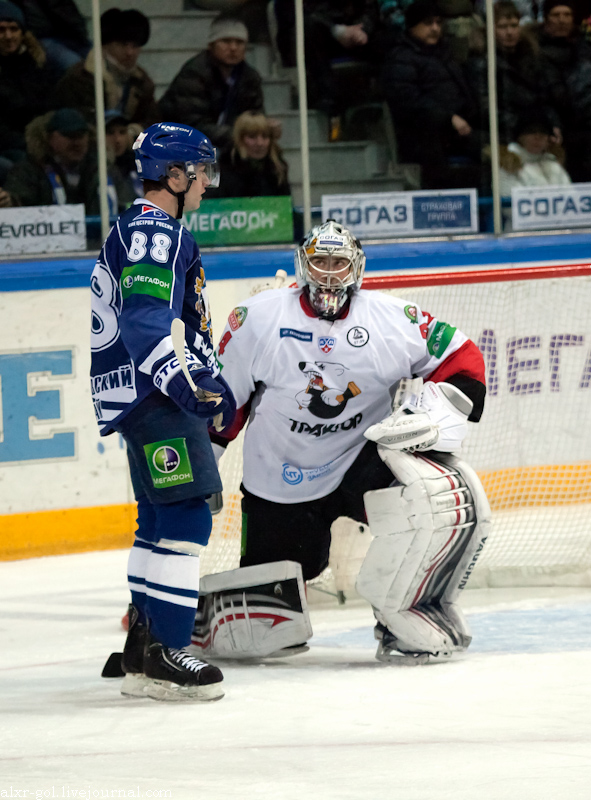
Майкл Гарнетт является лучшим вратарём за всю историю Трактора.

12 февраля 2013 года Гарнетт подписал с «Трактором» новый двухлетний контракт.
18 марта 2015 года по словам первого вице-президента челябинского клуба Сергей Гомоляко, контракт с Гарнеттом на новый сезон не был продлён, а главный тренер клуба Андрей Николишин сообщил, что отношение хоккеиста к тренировочному процессу его не устроило. Контракт закончился 30 апреля.
3 июля 2015 года подписал контракт с братиславским «Слованом».
Далее — подписал контракт с «Ноттингем Пантерс».
Летом 2019 завершил карьеру.

## Достижения
- Серебряный призёр чемпионата КХЛ в сезоне 2012/2013 в составе челябинского «Трактора».
- Бронзовый призёр чемпионата КХЛ в сезоне 2011/2012 в составе челябинского «Трактора».
- Обладатель Кубка Континента КХЛ в сезоне 2011/2012 в составе челябинского «Трактора».
- Серебряный призёр чемпионата КХЛ в сезоне 2009/2010 в составе подмосковного ХК МВД.
- Участник матча «Всех звёзд» КХЛ (3): 2010, 2012, 2013
- Установил рекорд «сухой» серии в плей-офф чемпионатов России/КХЛ продолжительностью 211 минут 41 секунду[9].

## Статистика выступлений
Последнее обновление: 21 апреля 2012 года
| Сезон       | Команда              | Лига            | Игр | М     | ПШ   | «0» | КН   |
| ----------- | -------------------- | --------------- | --- | ----- | ---- | --- | ---- |
| 1999-00     | Ред Дир Рибелз       | WHL             | 2   | 79    | 2    | 0   | 1.52 |
| 2000-01     | Ред Дир Рибелз       | WHL             | 21  | 1133  | 39   | 3   | 2.07 |
| 2000-01     | Саскатун Блейдз      | WHL             | 28  | 1501  | 83   | 1   | 1.20 |
| 2001-02     | Саскатун Блейдз      | WHL             | 74  | 4188  | 220  | 2   | 2.00 |
| 2002-03     | Гринвилль Гррроул    | ECHL            | 41  | 2270  | 132  | 0   | 0.98 |
| 2002-03     | Чикаго Вулвз         | АХЛ             | 2   | 33    | 2    | 0   | 3.64 |
| 2003-04     | Гвиннетт Глэдиэйторз | ECHL            | 45  | 2706  | 103  | 4   | 2.28 |
| 2003-04     | Чикаго Вулвз         | АХЛ             | 13  | 731   | 32   | 0   | 2.00 |
| 2004-05     | Чикаго Вулвз         | АХЛ             | 26  | 1440  | 66   | 1   | 1.11 |
| 2005-06     | Чикаго Вулвз         | АХЛ             | 35  | 1892  | 106  | 1   | 1.16 |
| 2005-06     | Атланта Трэшерз      | НХЛ             | 24  | 1271  | 73   | 2   | 1.55 |
| 2006-07     | Чикаго Вулвз         | АХЛ             | 53  | 3055  | 148  | 3   | 2.91 |
| 2007-08     | Нефтехимик           | Суперлига       | 55  | 2910  | 126  | 3   | 2.60 |
| 2008-09     | ХК МВД               | КХЛ             | 38  | 2201  | 100  | 3   | 2.73 |
| 2009-10     | ХК МВД               | КХЛ             | 66  | 3915  | 140  | 6   | 2.15 |
| 2010-11     | Динамо Мск           | КХЛ             | 40  | 2288  | 86   | 2   | 2.26 |
| 2011-12     | Трактор              | КХЛ             | 61  | 3662  | 117  | 4   | 1.15 |
| 2012-13     | Трактор              | КХЛ             | 61  | 3674  | 126  | 8   | 1.03 |
| Всего в КХЛ | Всего в КХЛ          |                 | 266 | 15740 | 569  | 23  | 1.02 |
| Всего в НХЛ | Всего в НХЛ          |                 | 24  | 1271  | 73   | 2   | 2.00 |
|             | Всего в карьере      | Всего в карьере | 599 | 33795 | 1527 | 34  | 2.57 |